# Geneviève Férone
Geneviève Férone Creuzet, née le 12 mars 1963 à Longwy (Meurthe-et-Moselle), est une personnalité française du monde des affaires. Elle est pionnière de la notation sociale et environnementale, spécialiste de la responsabilité sociale des entreprises, de l'investissement socialement responsable, et du développement durable.

## Études
Diplômée des Écoles supérieures de commerce et d'administration des entreprises (ESCAE).
Docteur en droit de l'université Paris-1 Panthéon-Sorbonne.

## Parcours
Elle a travaillé pour des organisations internationales : (ONU à Vienne, à Genève et à Paris, et l'OCDE) à Paris.
De 1992 à 1996, elle a été associée au cabinet KHN Consulting, basé à San Francisco, et a développé une expertise dans l’étude de fonds de pension et l’investissement socialement responsable.
En janvier 1997, elle a fondé Arese, première agence mondiale de notation sociale et environnementale sur les entreprises cotées, dont elle assura la présidence jusqu’en juin 2002, remplacée par Nicole Notat.
La notion d'Investissement Socialement Responsable apparaît en France au milieu des années 1990 grâce à son travail  à Arese.
Elle a ensuite dirigé Core Ratings, agence de notation extra-financière, filiale de Fimalac.
En 2006, elle est devenue directrice du développement durable et membre du comité exécutif de l'entreprise Eiffage. Elle a créé et lancé le laboratoire de recherche en développement urbain durable : Phosphore.
En 2008, elle est nommée directrice du développement durable de Veolia Environnement.
Elle est actuellement présidente-fondatrice de Casabee, cabinet de conseil en stratégie et prospective durables, et associée de Prophil, cabinet de conseil en stratégie et en philanthropie, professeure à l'école Centrale Paris, co-responsable du mastère spécialisé en écologie industrielle à CentraleSupélec, et vice-présidente du laboratoire d'idées The Shift Project sur l'économie décarbonée, d'Agrisud international, et de la Fondation Nicolas Hulot.

## Œuvres
- Le Système de retraite américain, Association d'économie financière, 1997
- Le Développement durable  - Des enjeux stratégiques pour l'entreprise, Éditions d'organisation, 2003
- Ce que développement durable veut dire – Comprendre, comment faire, prendre du recul, Éditions d'organisation, 2003
- La notation sociale et environnementale: origines et enjeux - revue Sociétal , 4ème trimestre 2003
- 2030 : Le krach écologique, Grasset & Fasquelle, 2008
- Bienvenue en Transhumanie : Sur l'homme de demain, avec Jean-Didier Vincent, Grasset & Fasquelle, 2011
- Le crépuscule fossile, Stock, 2015
- ISR et finance responsable, Ellipses 2014, co-auteure
- Entreprises à mission, cahier de tendances 2019 de la fondation Jean Jaurès
- Les entreprises à mission: panorama international des statuts hybrides au service du bien commun - Editions Prophil, mars 2017, directrice de publication
- Voyage au pays des entreprises à mission - Editions Prophil mars 2019, directrice de publication

## Décorations
- Chevalier de l'ordre national du Mérite Elle est faite chevalier le 16 mai 2008[5].
- Chevalier de la Légion d'honneur Elle est faite chevalier le 12 juillet 2013[6].